# KGX
KGX es la sigla para la combinación del software libre de KDE/GNU/linuX para una estación de trabajo gráfico.
Este término ha sido inventado para poner en uso el término KDE en plataformas GNU/Linux. Este tipo de siglas ha sido acertado para otro tipo de productos (véase LAMP), pero KGX nunca realmente se construyó.
- Datos: Q5957466